# 松平昌親
松平 昌親（まつだいら まさちか）は、江戸時代前期から中期にかけての大名。越前国福井藩5代・7代藩主。官位は従四位下・左近衛権少将。7代藩主在任時の名は松平 吉品（まつだいら よしのり）。

## 生涯

### 吉江藩主・松平昌明
寛永17年（1640年）4月11日、3代藩主・松平忠昌の五男として誕生。母は浦上氏（高照院）。幼名は福松、辰之助。初名は昌明（まさあき）。正保2年（1645年）、父である福井藩3代藩主・松平忠昌の死去時の遺言により、4代藩主となった次兄・松平光通から2万5000石を分与されて、越前吉江藩を立藩した。同時に長兄・昌勝には越前松岡藩5万石が与えられた。慶安4年（1651年）12月29日、元服し従五位下・兵部大輔に叙任した。寛文4年（1664年）12月28日には従四位下となったとされる。
吉江藩の歴史は昌明1代で終わるため、詳細は吉江藩の項目を参照。藩主も幼く、財政や家臣団など、福井本藩から完全に独立した経営を行っていたわけではない。
後に昌明が福井本藩の藩主に就任すると、吉江の地は諸税が免除されたと伝わる。

### 5代藩主・松平昌親として

#### 後継問題
延宝2年（1674年）、福井藩主・光通が自殺した。後継者問題に対する外戚からの圧力に耐えかねたのが理由と言われている。光通は自殺する直前、「家督は昌親に譲るように」という遺言を残していたが、これが問題となり、家中を三分する家督争いが起こった。後継者候補として他に、そもそも光通には松平直堅という庶子がおり、また、光通・昌親より年上の兄（庶兄）である松平昌勝もいた。側室腹の庶子とは言えど、実子である直堅が本来は跡を継ぐはずであるが、この直堅の存在は、光通時代から主に外戚（光通の正室の実家である越後国高田藩）から問題視されており、また昌親の兄である昌勝も、長幼の順から言えば昌親よりも後継に相応しいと考えられた。光通があえて遺言したのには光通なりの思慮があったのだろうと思われるが、家中は「昌親」「直堅」「昌勝」の3派に分裂し、前藩主の息子である直堅を擁することを意図した藩士50人ほどは結託し、集団で江戸の直堅の元へ、または幕府への訴えにと向かった。一方、昌勝と昌勝を支持する藩士たちも藩主の座への野心を見せた。これらの動きに対して家老の芦田図書（依田康勝子孫）は、亡き光通の遺書を幕府に提出することで、昌親の家督相続の正当性を訴え、事態の収束を図った。幕府はこれを認め、5代藩主には昌親が就任することとなった。藩主不在となった吉江藩は廃藩となり、その所領は元の福井藩に併合された。この縁により、元の吉江藩領一帯はその後も各種税を免除された。また、福井藩主就任時に昌親（まさちか）と改名した。

#### 隠居
しかし藩内ではその後も、昌親の家督相続に不満を抱く者が少なくなく、藩政に落ち着くところがなかった。このため昌親は家督相続から2年後の延宝4年（1676年）7月21日、家督を兄・昌勝の長男の綱昌に譲って隠居した。隠居時に名前を元の昌明に戻している。僅か2年ほどの治世に見るべき業績はないが、この間に今立郡五箇の特産品である越前和紙の奉書紙に対し、藩を通さない他国出荷を禁止している。
『土芥寇讎記』に記載がある。奸智・吝嗇、「大悪の無道人」と、あまりよい評価はされていない。

### 7代藩主・松平吉品として

#### 再度藩主へ
隠居から藩主再任以降の時期の昌親は昌明と名乗っていたが、後に5代将軍綱吉から偏諱を拝領して吉品（よしのり）と改名している。本記事中、藩主再任後は吉品で統一する。
昌親（のち昌明、吉品）に家督を譲られたことで6代藩主となった綱昌は、藩政に上手く対応できず、次第に発狂して家臣を殺すようになったとも伝わる。貞享2年（1685年）には江戸城登城の義務をも怠った。この間、昌明（吉品）が代わりに参勤などを行っている。これら綱昌の行動を幕府は咎め、貞享3年（1686年）3月、福井藩は改易・廃藩とされるところだった。しかし福井藩は結城秀康以来の名門であるということから特別の配慮を受けた。江戸城に呼び出された吉品と支流一門の藩主らの前で、綱昌の強制的な隠居と、前藩主であった昌明（吉品）が所領削減となる25万石を相続することで、家督を継いで藩主に再任することとが認められた。「貞享の大法」「貞享の半知」と呼ばれるこの藩領半減以外にも、様々なペナルティが与えられた。領地宛行状などでの越前家の名称が国名の「越前少将」から都市名の「福井侍従」となった。大名行列に際し、忠昌が大坂の陣で使った片鎌槍を掲示するのが通例であったが、これも禁止された。江戸城の詰間も御三家などと同じ大廊下から、外様の国持大名と同じ大広間に移された。

#### 藩政再建
吉品は綱昌時代に乱れた藩政の統率、および藩の規模縮小に伴う財政の再建を目指した。まず6月には2000人以上の家臣（奥女中含む）のリストラを断行し、さらに家老クラスから下級武士まで藩士の俸禄を半減した。また、藩札を刷新した上で新たに発行し、法令の整備などにも努めた。
貞享4年（1687年）9月4日「御家御条目」、元禄4年（1691年）「御用諸式目」を制定した。その他領内、寺院などにも法を制定し、人身売買の禁止など次々と法を制定し、福井藩領内の規律が整うことになる。元禄12年（1699年）、今立郡岩本に「紙会所」を置き、特産の越前和紙を藩の専売とした。しかし財政の不足は補えきれず、治世中に洪水が発生し領内が被害に見舞われ、また江戸城石垣修復の普請を命じられるなどの出費も重なり、領内に御用金を課すことも度々あった。藩札の再発行も行ったが、のち幕府により禁止された。次代の吉邦が相続する頃、藩財政は「御国反乱程之困窮」となっていた。

#### 再度後継問題
吉品には嗣子が無く、次代候補となるのは先代・昌勝と同じ兄の系統か、御家騒動の一部であった直堅系しかなかった。吉品はこの双方を回避するため、元禄3年（1690年）、長州藩2代藩主・毛利綱広の五男・松平昌方（毛利元重、祖母が結城秀康の娘の喜佐姫（竜昌院））を養子として家督を譲ろうとしたが、家臣団の反対により元禄12年（1699年）、昌方を「多病」を理由に離別し、兄・昌勝の六男・昌邦（吉邦）を養子とした。元禄9年（1696年）12月5日、歴代福井藩主に多い、左近衛少将に任じられた。元禄15年（1702年）11月25日、幕府から葵の紋着用を再許可され、宝永元年（1704年）にはそれまでの越前家の慣例通り、将軍綱吉から偏諱を拝領し、昌明から吉品（よしのり）と改名し、同時に養子の昌邦も吉邦となった。
宝永5年（1708年）、城下にあった福井藩主の別邸・御泉水屋敷（本御泉水。現在の養浩館庭園）を改築し、同時に西隣に新御泉水屋敷を建築、自らの隠居所とした。宝永7年（1710年）7月5日、家督を譲って隠居、江戸の福井藩邸を出て、吉江藩主時代からの江戸鳥越の抱屋敷に移った。8月5日には福井に帰国。正徳元年（1711年）9月12日、72歳で死去した。法名は探源院殿順譽和祥龍山大居士。吉品の菩提寺である福井市足羽の高照山瑞源寺（臨済宗妙心寺派）は元々、吉江藩領にあった。山号は吉品の母親の高照院から由来している。のちの福井藩相続に伴い、福井藩領の名勝足羽山山麓に移され、山腹に吉品と高照院の墓が残る。現在は萩の寺として知られ、季節には観光客も多い。また福井城の御殿の一部が移築されて残っている。墓所の他、吉江藩のあった福井県鯖江市吉江の吉江神社に祀られている。

## 「福井」
それまで福居と呼ばれていた町（城）名を福井と改名したのは、吉品の代のことである。

## 系譜
- 父：松平忠昌
- 母：高照院 - 浦上氏
- 正室：万姫 - 森長継の娘
  - 養子：松平綱昌（1661年 - 1699年） - 松平昌勝の長男
  - 養子：松平昌方（1676年 - 1706年） - 毛利綱広の五男、のち養子縁組解消
  - 養子：松平吉邦（1681年 - 1722年） - 前名：昌邦、松平昌勝の六男